# Стивън М. Вейзи
Стивън М. Вейзи (Stephen M. Veazey) е председателят на Реорганизираната църква на Исус Христос на светиите от последните дни. Избран е за тази длъжност на 3 юни 2005 г.

## Други водачи от тази църква
- Джозеф Смит